# Gunnar Schotte
Gunnar Victor Schotte, född den 9 mars 1874 i Nyköping, död den 28 augusti 1925 i Stocksund i Danderyds församling, var en svensk forstman. Han var son till Gustaf Victor Schotte samt bror till Axel Schotte och Siri Schotte.
Efter studentexamen i Stockholm 1894 genomgick Schotte Skogsinstitutet 1895–1897. Han förordnades 1902 till assistent och 1909 till föreståndare vid Statens skogsförsöksanstalt samt utnämndes vid nyorganisationen 1913 till föreståndare för skogsavdelningen där. Dessutom var han från 1913 till sin död chef för anstalten. Som sådan tog han 1918 initiativet till inrättande av särskilda försöksparker, det vill säga skogsområden, som helt stod till anstaltens disposition och, utom till anställande av försök och undersökningar, var avsedda att bli demonstrationsparker. 
Även som sekreterare i Svenska skogsvårdsföreningen alltsedan dess stiftande 1902 och redaktör av dess tidskrifter (tillsammans med Henrik Hesselman) utövade han en betydelsefull verksamhet för svenska skogsvårdens utveckling framför allt genom exkursioner, vilka samlade skogsmän från snart sagt hela Sverige och på senare tid även från grannländerna för att ute i skogen diskutera forstliga frågor. Han var även en av initiativtagarna till och stiftarna av Föreningen för dendrologi och parkvård, vars vice ordförande han var från föreningens stiftande. Hans arbetsförmåga togs i anspråk även på det kommunala området. Han blev 1917 ledamot av Lantbruksakademien, 1921 hedersdoktor i Bodenkultur i Wien samt var hedersledamot eller korresponderande ledamot av många utländska skogssällskap.
Schotte författade ett större antal uppsatser och avhandlingar i skogliga ämnen, såsom Svenska skogarnas ekonomiska historia (1905), Tallkottens och tallfröets beskaffenhet skördeåret 1903–1904 (samma år), Om skogsfrö och dess insamling (1906), Om gallringsförsök (1912), Svenska skogsträd 5. Björk och al (1913), Lärken och dess betydelse för svensk skogshushållning (1917), Om skogsproduktionens höjande genom beståndsvårdsåtgärder (samma år), Ljunghedarnas geografiska utbredning och produktionsmöjligheter (1921), Om snöbrottsfaran vid mycket starka gallringar (1922), Om eken i Sverige och särskildt Visingsö ekplantering (1923), Försöksväsendet och det praktiska skogsbruket (samma år), Tallfröets proveniens - Norrlands viktigaste skogsodlingsfråga (samma år) och Några norrländska skogsföryngringsproblem (1924). Därjämte utgav han ett betydande antal exkursionsledare, avsedda att vägleda skogsmännen vid deras besök i försöksparkerna eller vid studier på anstaltens försöksytor. Som bibliotekarie vid Skogsbiblioteket författade Schotte flera bibliografier över skogslitteratur. Han skrev därjämte ett större antal artiklar i Nordisk Familjebok.
Gunnar Schotte avled på  Stockholms läns centrallasarett i Stocksund men var bosatt på Lidingö och är begravd på Lidingö kyrkogård.